# Nokere Koerse 2000
La Nokere Koerse 2000, cinquantacinquesima edizione della corsa, si svolse il 15 marzo per un percorso di 194 km, con partenza a Oudenaarde ed arrivo a Nokere. Fu vinta dal belga Hendrik Van Dyck della squadra Palmans-Ideal, al suo terzo successo in questa competizione, davanti al connazionale Nico Mattan e all'olandese Jans Koerts.

## Ordine d'arrivo (Top 10)
| Pos. | Corridore        | Squadra                | Tempo    |
| ---- | ---------------- | ---------------------- | -------- |
| 1    | Hendrik Van Dyck | Palmans-Ideal          | 4h44'00" |
| 2    | Nico Mattan      | Cofidis                | s.t.     |
| 3    | Jans Koerts      | Farm Frites            | a 5"     |
| 4    | Niko Eeckhout    | Palmans-Ideal          | s.t.     |
| 5    | Saulius Ruškys   | VC Saint-Quentin-Oktos | s.t.     |
| 6    | Ludovic Capelle  | Ville de Charleroi     | s.t.     |
| 7    | Michel Vanhaecke | Tönissteiner-Landb.    | s.t.     |
| 8    | Aart Vierhouten  | Rabobank               | s.t.     |
| 9    | Kevin Hulsmans   | Mapei-Quick Step       | s.t.     |
| 10   | Paul van Schalen | Bankgiroloterij        | s.t.     |